# Spaceballs (grupo)
Spaceballs es el nombre del grupo noruego más antiguo de creadores de demos para Amiga.
El grupo se formó en 1987 pero no fue hasta 1989 cuando desarrollaron su primera demo.
Actualmente Spaceball siguen en activo.
Sus miembros han sido los creadores de muchas demos de las que cabe destacar “State of the Art” (Estado del arte) y “Nine Fingers” (Nueve dedos)

## Producciones
- State of the Art (Ganador de “The Party”, diciembre de 1992)
- Nine Fingers (Cuarto clasificado en “The Party“, diciembre de 1993)